# 天津航空7554号班机劫机事件
天津航空7554号班机劫机事件，又称6·29劫机事件。是指2012年6月29日12时35分，一架巴航工业E190客机在执飞GS7554航班时被六名劫机者试图劫机的事件。劫机者在劫机过程中被制服，之后航班安全返航至和田机场。当时机上共有乘客92人，机组成员9人。该事件最终造成2名劫机者在医院死亡、2名空中安全员、2名乘务员和多名乘客受伤。中国官方将此事件认定为“恐怖活动”。

## 事件经过
GS7554航班是由天津航空执飞，从新疆和田机场飞往乌鲁木齐地窝堡国际机场的定期客运航班。
2012年6月29日，该航班按既定计划于12时25分从新疆和田机场起飞，预计13时55分抵达乌鲁木齐地窝堡国际机场，航程1400公里。
飞机起飞约10分钟后，分布在机舱前部第6排至第8排的3名乘客突然用拐杖殴打其他乘客。其中的一名乘客将手中的金属组合拐杖拧成几截，丢给同伙和在机舱中部的另外3名得到响应的乘客。这6名乘客（据事后调查均为维吾尔族）使用维吾尔语高声呼喊，并直冲驾驶舱门，企图使用金属拐杖暴力破坏驾驶舱门进行劫机。位于头等舱的一名乘客（事后被网友指认为随后参与制服劫机者的新疆维吾尔自治区粮食局副局长刘会军）随即高声呼喊。劫机者在暴力撬驾驶舱门失败后，开始殴打舱内其他乘客并破坏舱内设备，同时试图使用火柴或打火机点燃手中的爆燃物。该行为被认为是劫机者在劫机未遂后制造机毁人亡的企图。舱内的空中安全员、乘务员和一些乘客与劫机者展开搏斗。最终，空中安全员和其他机组成员共9名在部分乘客的协助下成功制服了劫机者，该航班于12:41安全返航和田机场。该事件造成两名空中安全员受重伤，乘务长和7名乘客受到轻伤。据现场乘客反应，劫机者在被制服后有自残行为。根据部分在场网友描述，有两名劫机者试图咬舌自尽，其中一人死亡，另一人被送外医院抢救，并在7月2日被报道在医院中死亡。
国内媒体在报道中称飞机的乘客中有约20名当地警员，但使用了“知情人士说”进行引用。但是根据一位在场乘客在新浪微博上描述：实际乘客中只有5至6名去和田地区视察并返回的公安干警。另据《环球时报》引用现场乘客的描述，机上当时有因公到乌鲁木齐出差的洛浦县4名警员和和田地区2名警员，其中除一两人是汉族外，其余全是维吾尔族，他们也参与了制服劫机者。机上警员具体的数量、身份和行程目的未得到证实。由在场乘客拍摄的歹徒被制服照片被上传至新浪微博，并被国内部分媒体采用。
新疆维吾尔自治区政府发言人侯汉敏称，6名歹徒通过将使用的拐杖卸成钢管来实施暴力。部分媒体猜测，歹徒可能通过装扮残疾人通过安检，将拐杖和爆炸物带上客机。参与制服劫机者的指挥员证实，除了金属拐杖外，劫机者还有火柴、打火机和6枚爆燃物。亲历事件的乘客表示，劫机者持有类似于雷管的物品和引火装置。
但中国民航局在2012年7月6日的“6·29”反劫机斗争表彰大会上表示，事后调查组进行调查发现，机上并未发现爆炸物存在。

## 事后
该事件被认为是一宗通过劫持飞机而制造恐怖袭击的案件，中国外交部在7月2日例行记者会上称该事件为“严重暴力恐怖案件”。6名劫机者均为维吾尔族男性：木沙·玉素甫、阿巴拜柯热·伊比拉伊木、艾热西地卡力·依明、买买提艾力·玉素甫、亚森·麦麦提、吾麦尔·依明。他们分别来自喀什地区的巴楚、莎车和叶城，年龄最小的1992年出生，最大的是1976年出生。警方表示正在调查嫌犯们的拐杖、爆燃物和火柴、打火机是如何带上航班的；6名恐怖嫌疑犯的背景和幕后力量也在调查之中。据一位现场乘客反映，该航班在和田机场的安检人员是维吾尔族，可能存在以民族身份划线的疏忽职守甚至放任的发生，然而目前并没有可靠证据和调查结果可以证实这一指控。中国现代国际关系研究院国际战略研究所所长李伟分析，劫机未遂犯罪分子企图在乌鲁木齐七·五骚乱三周年前期制造在国内外的轰动性影响。
劫机事件发生后，有媒体表示北京实施了空中管制，北京首都国际机场安保级别也相应提高，不过民航局证实北京进出新疆地区的航班正常运营，并未实施管制。依照中国民航局的指示，全国省会机场及对进出新疆航班加强安检等级。

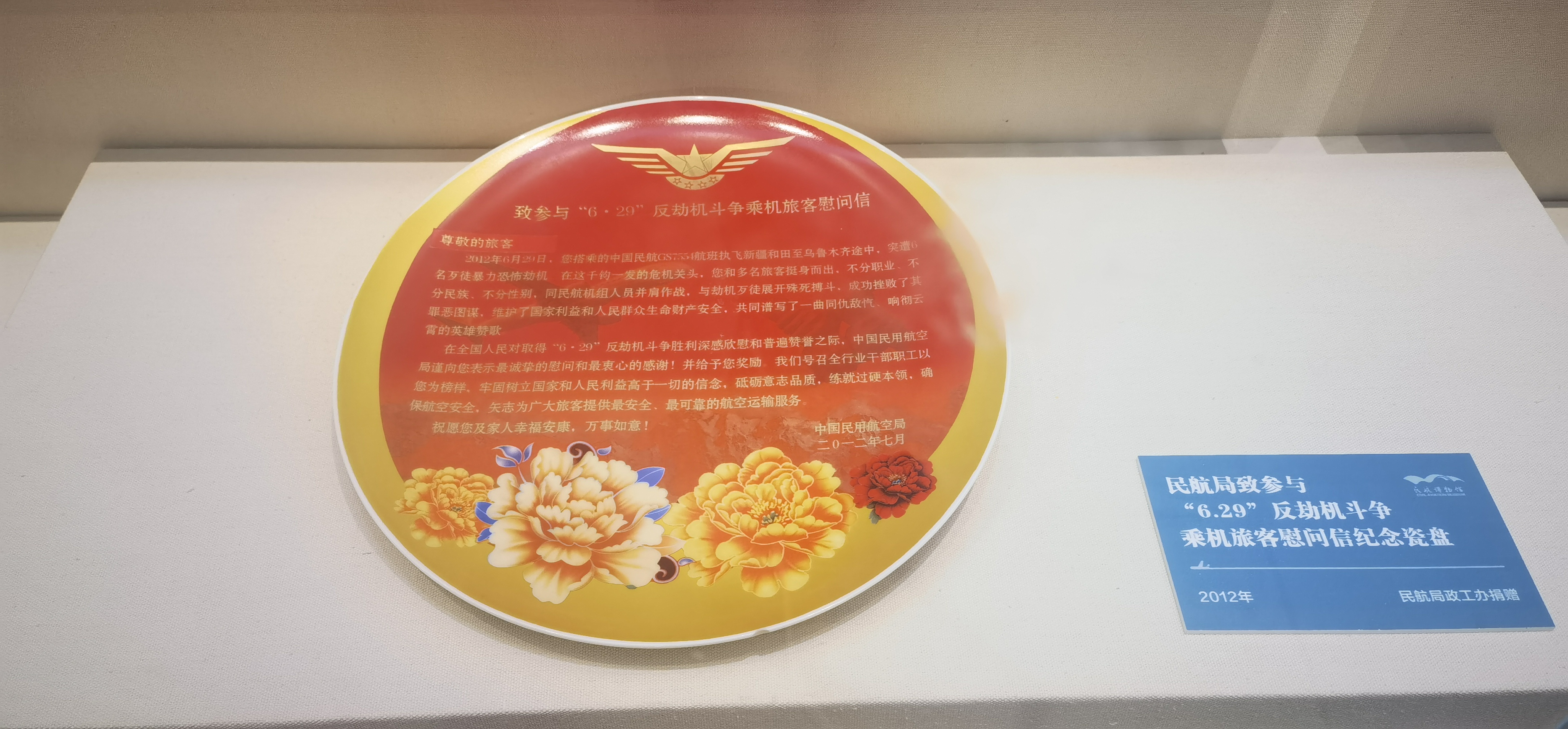
民航总局629事件成功处置纪念瓷盘，此盘由中国民航博物馆收藏

7月2日下午，中共新疆维吾尔自治区党委、新疆维吾尔自治区人民政府表彰处置劫机事件的有功人员，为参与反劫机的10名乘客记功并每人奖励人民币10万元，同时奖励天津航空GS7554航班机组人民币50万元，授予航班机组“处置‘6·29’劫机暴恐事件英雄机组”称号。
7月4日，国务委员、公安部部长孟建柱签署命令，授予成功处置“6·29”劫机事件的和田地区公安局装备财务科民警陆茂鹏、洛浦县公安局刑侦大队民警图尔洪·如则尼亚孜全国公安系统二级英雄模范称号。洛浦县公安局禁毒大队民警艾则孜·麦图荪、和田地区公安局通信科民警买买提艾力·达吾提荣记个人一等功，洛浦县公安局纳瓦乡派出所所长穆合塔尔·克热木荣记个人二等功。
7月5日，国家粮食局党组向新疆维吾尔自治区粮食局党委发去了慰问电，向刘会军致以崇高的敬意，向刘会军及其家人致以亲切的慰问，并颁发奖金人民币10万元。7月6日，国家粮食局印发了《关于在全国粮食系统开展向刘会军同志学习活动的决定》，号召全国粮食系统广大干部职工向反劫机勇士刘会军同志学习。
7月9日，海南省委、省政府在海口召开会议，隆重表彰“6·29”和田劫机事件反劫机英雄机组，并奖励机组50万元。海航集团决定，授予英雄机组全体成员“海航功勋员工”勋章，并给予安全员杜岳峰、徐洋、乘务长郭佳各现金100万元、房产一套（价值300万元）、奥迪车一辆奖励，给予英雄机组其他成员各现金50万元、房产一套（价值200万元）、奥迪车一辆奖励。海航集团还对天津航空全体干部员工给予奖励。对在“6·29”反劫机事件中见义勇为的22名旅客授予“海航荣誉旅客”称号，并奖励其本人终生免费乘坐海航航班。

## 审判
新疆和田地区中级人民法院12月11日一审以组织、领导、参加恐怖组织罪、劫持航空器罪、爆炸罪等数罪并罚，分别判处被告人木沙·玉素甫、艾热西地卡力·依明、吾麦尔·依明死刑，剥夺政治权利终身；判处被告人阿里木·木沙无期徒刑，剥夺政治权利终身。

## 相關事故
- 巴尔干保加利亚航空013号班机劫机案
- 中国国际航空981号班机劫机事件
- 恩德培行动